# Agave evadens
Agave evadens är en sparrisväxtart som beskrevs av William Trelease. Agave evadens ingår i släktet Agave och familjen sparrisväxter. Inga underarter finns listade i Catalogue of Life.